# Uberaba
Uberaba város Brazíliában, Minas Gerais államban. Lakosainak száma 337 836 fő (2022). Uberaba Água Comprida, Ituverava, Delta, Conquista, Sacramento, Nova Ponte, Conceição das Alagoas, Indianópolis, Uberlândia, Veríssimo, Aramina, Igarapava és Miguelópolis községekkel határos.

## Népesség
A település népességének változása:
| Lakosok száma | 295 988 | 333 783 | 340 277 | 337 836 |
|               | 2000    | 2019    | 2021    | 2022    |